# Mauro Biello
Mauro Biello (* 8. August 1972 in Montreal, Québec) ist ein ehemaliger kanadisch-italienischer Fußballspieler und heutiger -trainer. In der zu seiner Zeit als zweitklassige Liga ausgetragenen USL First Division ist er mit 320 Spielen Rekordhalter mit den meisten Einsätzen.

## Karriere

### Spieler

#### Verein
Seine Karriere begann 1991 nach einem Draft beim kanadischen Klub Montreal Supra. Nachdem dieser zwei Jahre später aufgelöst worden war, wechselte er zum neuen Montreal Impact. Zur Saison 1999 wechselte er zu den Rochester Rhinos, wo er eine Spielzeit lang aktiv war. Danach kehrte er wieder zurück nach Kanada und spielte dort weiter für Montreal, wo er nach der Saison 2009 dann auch seine Karriere zumindest auf dem regulären Fußballplatz beendete.
In den Indoor-Saisons spielte er zum Ende der 1990er Jahre hin bei Buffalo Blizzard, Montreal Impact und den Toronto Thunderhawks.

#### Nationalmannschaft
Sein Debüt in der kanadischen A-Nationalmannschaft hatte er am 11. Oktober 1995 bei einer 0:2-Freundschaftsspielniederlage gegen Chile, als er zur zweiten Halbzeit für Hector Marinaro eingewechselt wurde. Zwei Jahre später war er auch nochmal bei einem Freundschaftsspiel gegen den Iran im Einsatz. Darauf folgten noch 1999 ein Einsatz gegen Haiti sowie 2000 einer gegen Trinidad und Tobago.

### Trainer
Im Anschluss seiner Laufbahn bei Montreal wurde er hier Co-Trainer und gehörte in dieser Zeit dem Team dreier Cheftrainer an. Von Anfang November bis Januar 2013 war er kurzzeitig sogar einmal Interimstrainer. Dies wiederholte er nochmal Ende August 2015 bis Mitte November des Jahres. Aus seiner Interimsrolle wurde hiernach dann auch der feste Posten als Cheftrainer. Diese verließ er schließlich Ende Oktober 2017.
Seit Ende Februar 2018 ist er Trainer der kanadischen U23-Mannschaft. Ab demselben Zeitpunkt war er auch Co-Trainer im Stab von John Herdman bei der A-Mannschaft. Zwischenzeitlich war er auch Trainer der U20-Mannschaft. Nach dem Rücktritt von Herdman im August 2023 war Biello bis zum Mai 2024 Interims-Nationaltrainer. Nach der Installation von Jesse Marsch als neuem Cheftrainer im Mai 2024 übernahm Biello wieder die Position des Co-Trainers.